# Gabriac (Lozère)
Pour les articles homonymes, voir Gabriac.
Gabriac est une commune française, située dans le sud-est du département de la Lozère en région Occitanie.
Exposée à un climat méditerranéen, elle est drainée par le Gardon de Sainte-Croix et par divers autres petits cours d'eau. Incluse dans les Cévennes, la commune possède un patrimoine naturel remarquable : un site Natura 2000 (la « vallée du Gardon de Mialet ») et deux zones naturelles d'intérêt écologique, faunistique et floristique.
Gabriac est une commune rurale qui compte 102 habitants en 2022, après avoir connu un pic de population de 436 habitants en 1831.  Ses habitants sont appelés les Gabriaciens ou  Gabriaciennes.

## Géographie

### Localisation
Gabriac est une commune située dans le sud du département de la Lozère. Elle est limitrophe du département du Gard.

### Communes limitrophes
Les communes limitrophes sont Molezon, Sainte-Croix-Vallée-Française, Saint-André-de-Valborgne et Le Pompidou.
|             | Molezon                         |                               |
| Le Pompidou | Gabriac                         | Sainte-Croix-Vallée-Française |
|             | Saint-André-de-Valborgne (Gard) |                               |

### Climat
Pour des articles plus généraux, voir Climat de l'Occitanie et Climat de la Lozère.
En 2010, le climat de la commune est de type climat méditerranéen franc, selon une étude s'appuyant sur une série de données couvrant la période 1971-2000. En 2020, Météo-France publie une typologie des climats de la France métropolitaine dans laquelle la commune est exposée à un climat de montagne ou de marges de montagne et est dans une zone de transition entre les régions climatiques « Provence, Languedoc-Roussillon » et « Sud-est du Massif Central ».
Pour la période 1971-2000, la température annuelle moyenne est de 12 °C, avec une amplitude thermique annuelle de 16,6 °C. Le cumul annuel moyen de précipitations est de 1 415 mm, avec 9,1 jours de précipitations en janvier et 4,5 jours en juillet. Pour la période 1991-2020, la température moyenne annuelle observée sur la station météorologique la plus proche, située sur la commune de Bassurels à 8 km à vol d'oiseau, est de 9,1 °C et le cumul annuel moyen de précipitations est de 1 510,8 mm,. Pour l'avenir, les paramètres climatiques de la commune estimés pour 2050 selon différents scénarios d'émission de gaz à effet de serre sont consultables sur un site dédié publié par Météo-France en novembre 2022.

### Milieux naturels et biodiversité

#### Espaces protégés
La protection réglementaire est le mode d’intervention le plus fort pour préserver des espaces naturels remarquables et leur biodiversité associée,.
Dans ce cadre, la commune fait partie de l'aire d'adhésion du Parc national des Cévennes. Ce  parc national, créé en 1967, est un territoire de moyenne montagne formé de cinq entités géographiques : le massif de l'Aigoual, le causse Méjean avec les gorges du Tarn et de la Jonte, le mont Lozère, les vallées cévenoles ainsi que le piémont cévenol.
La commune fait également partie de la zone de transition des Cévennes, un territoire d'une superficie de 116 032 ha reconnu réserve de biosphère par l'UNESCO en 1985 pour la mosaïque de milieux naturels qui la composent et qui abritent une biodiversité exceptionnelle, avec 2 400 espèces animales, 2 300 espèces de plantes à fleurs et de fougères, auxquelles s’ajoutent d’innombrables mousses, lichens, champignons,.

#### Réseau Natura 2000

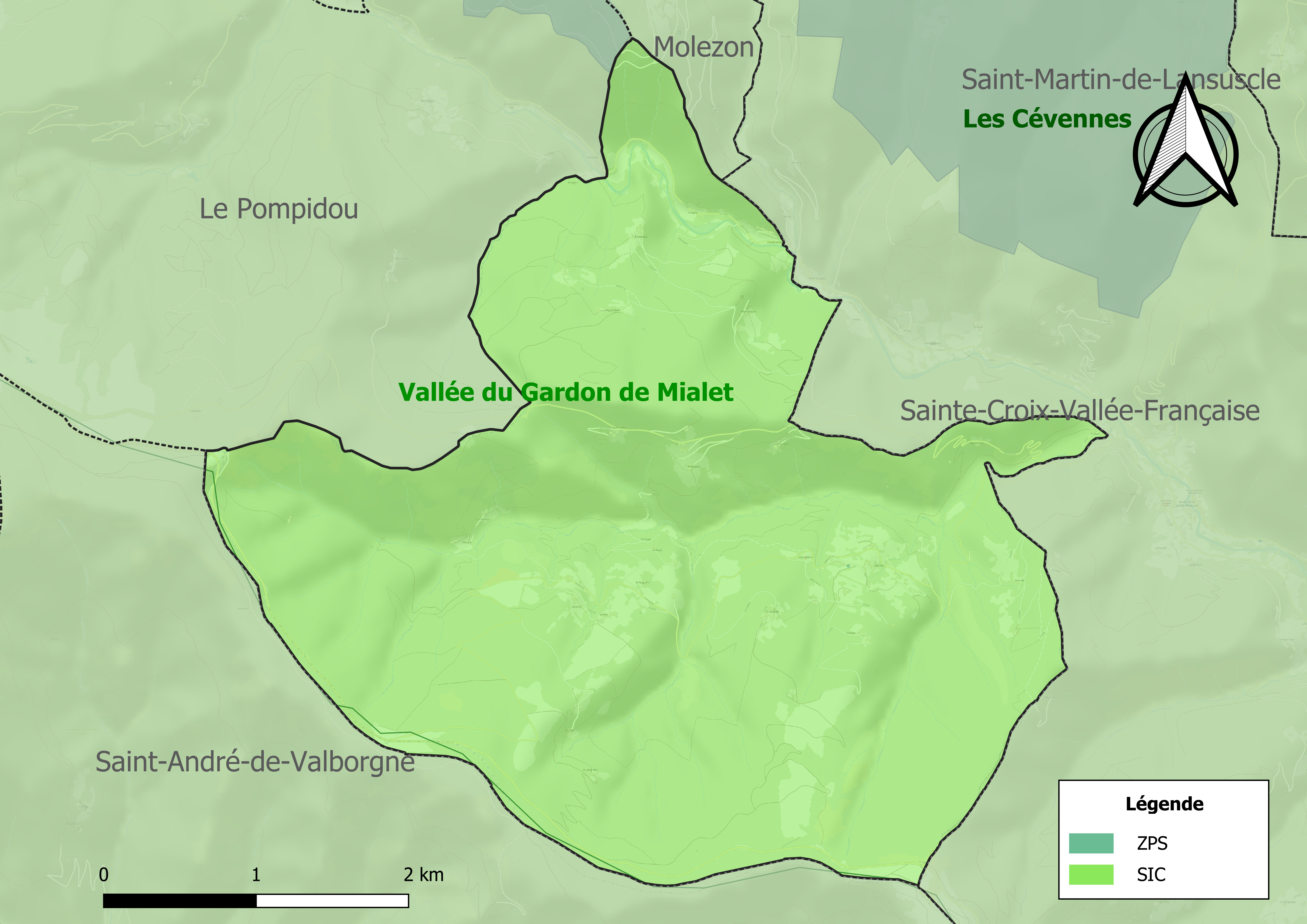
Site Natura 2000 sur le territoire communal.

Le réseau Natura 2000 est un réseau écologique européen de sites naturels d'intérêt écologique élaboré à partir des directives habitats et oiseaux, constitué de zones spéciales de conservation (ZSC) et de zones de protection spéciale (ZPS).
Un site Natura 2000 a été défini sur la commune au titre de la directive habitats : la « vallée du Gardon de Mialet », d'une superficie de 23 371 ha, abritant des populations de poissons d'intérêt communautaire, notamment le Barbeau méridional (Barbus meridionalis), mais aussi le Castor et l'Écrevisse à pattes blanches.

#### Zones naturelles d'intérêt écologique, faunistique et floristique
L’inventaire des zones naturelles d'intérêt écologique, faunistique et floristique (ZNIEFF) a pour objectif de réaliser une couverture des zones les plus intéressantes sur le plan écologique, essentiellement dans la perspective d’améliorer la connaissance du patrimoine naturel national et de fournir aux différents décideurs un outil d’aide à la prise en compte de l’environnement dans l’aménagement du territoire.
Une ZNIEFF de type 1 est recensée sur la commune :
le « Gardon de Sainte-Croix » (231 ha), couvrant 7 communes du département et une ZNIEFF de type 2, : 
les « Hautes vallées des Gardons » (73 898 ha), couvrant 48 communes dont 27 dans le Gard et 21 dans la Lozère.

Cartes des ZNIEFF de type 1 et 2 à Gabriac.
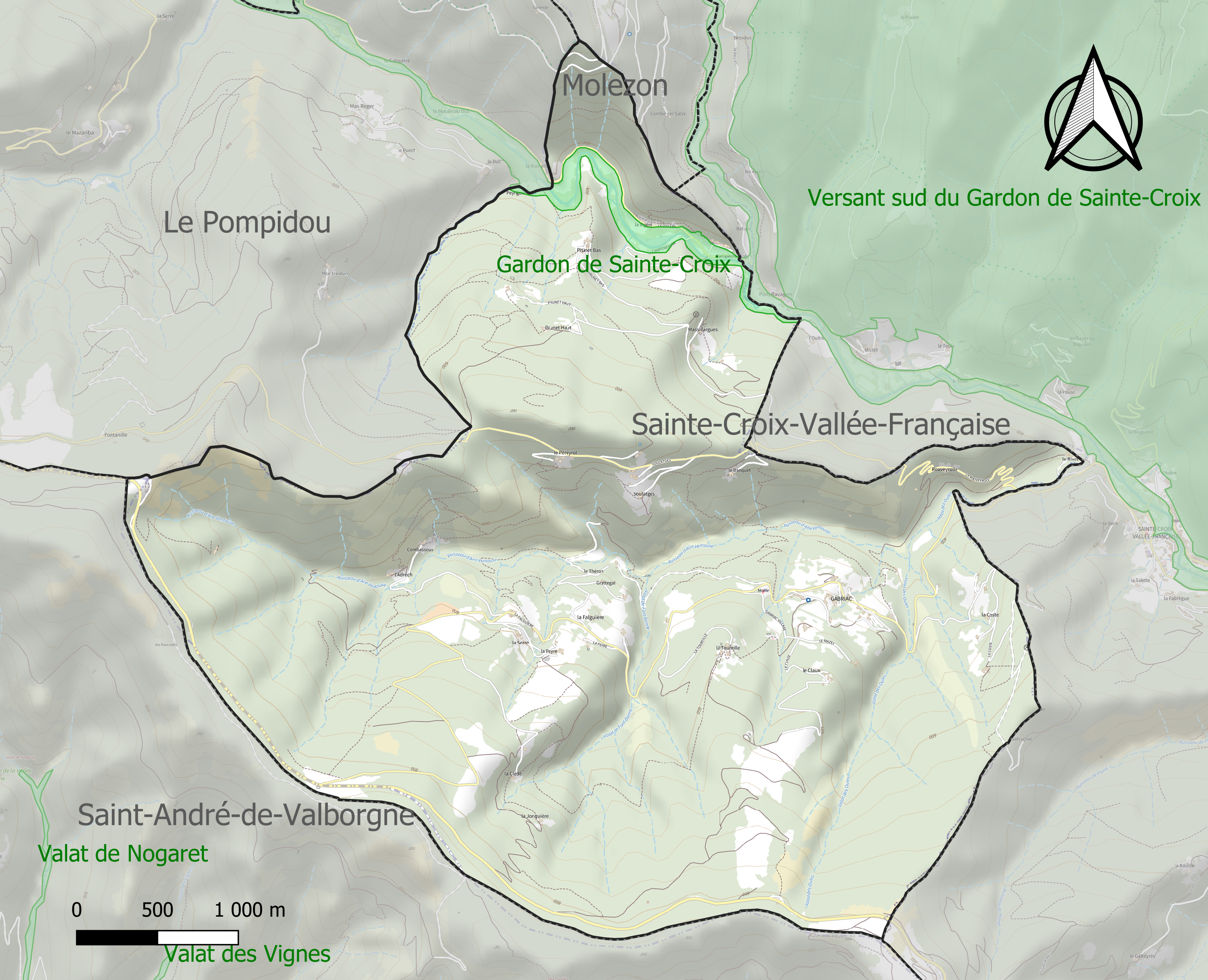
Carte de la ZNIEFF de type 1 sur la commune.
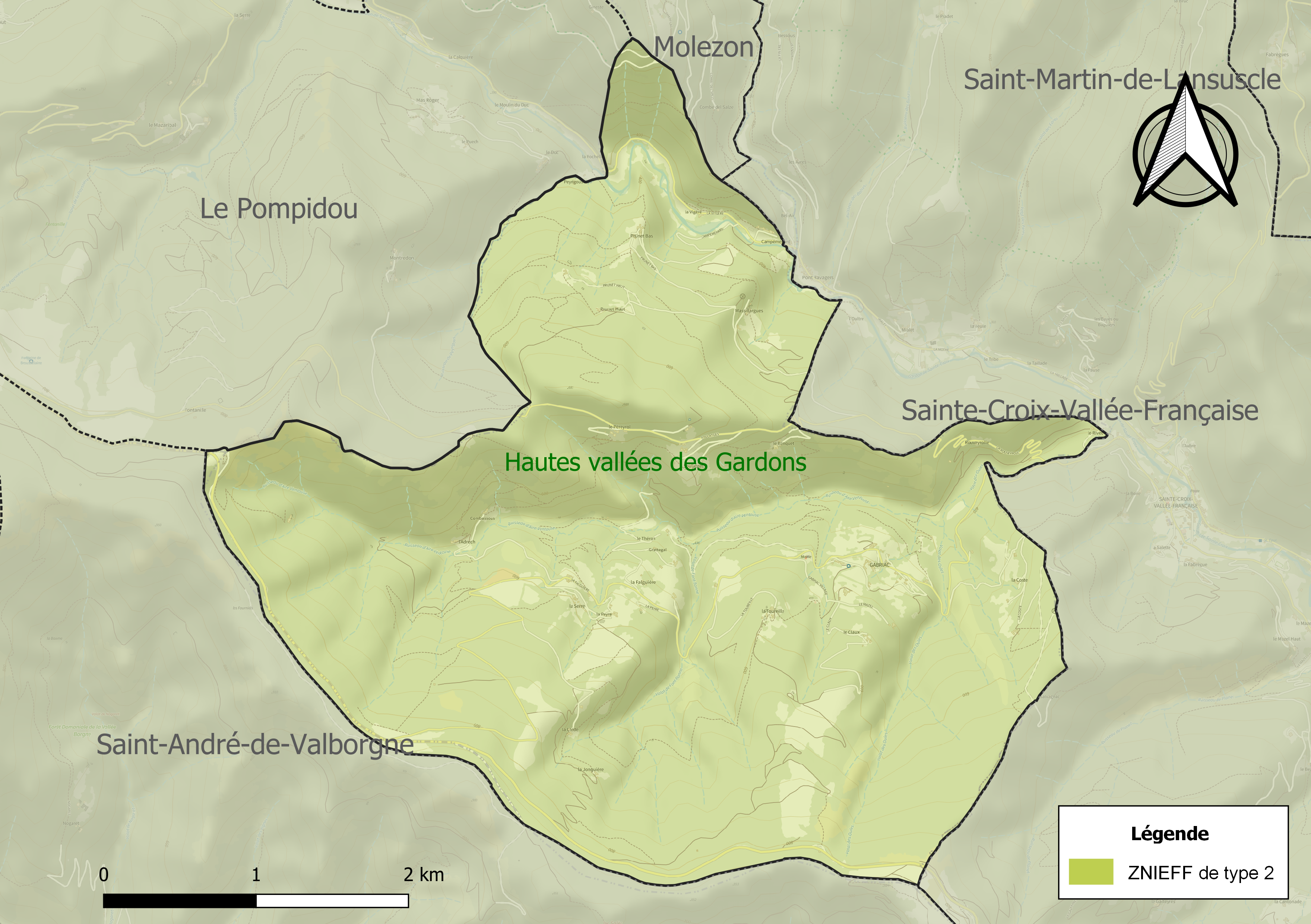
Carte de la ZNIEFF de type 2 sur la commune.

## Urbanisme

### Typologie
Au 1er janvier 2024, Gabriac est catégorisée commune rurale à habitat très dispersé, selon la nouvelle grille communale de densité à sept niveaux définie par l'Insee en 2022.
Elle est située hors unité urbaine et hors attraction des villes,.

### Occupation des sols
L'occupation des sols de la commune, telle qu'elle ressort de la base de données européenne d’occupation biophysique des sols Corine Land Cover (CLC), est marquée par l'importance des forêts et milieux semi-naturels (92,1 % en 2018), une proportion identique à celle de 1990 (92,1 %). La répartition détaillée en 2018 est la suivante : 
forêts (82,5 %), milieux à végétation arbustive et/ou herbacée (9,6 %), prairies (7,9 %). L'évolution de l’occupation des sols de la commune et de ses infrastructures peut être observée sur les différentes représentations cartographiques du territoire : la carte de Cassini (XVIIIe siècle), la carte d'état-major (1820-1866) et les cartes ou photos aériennes de l'IGN pour la période actuelle (1950 à aujourd'hui).

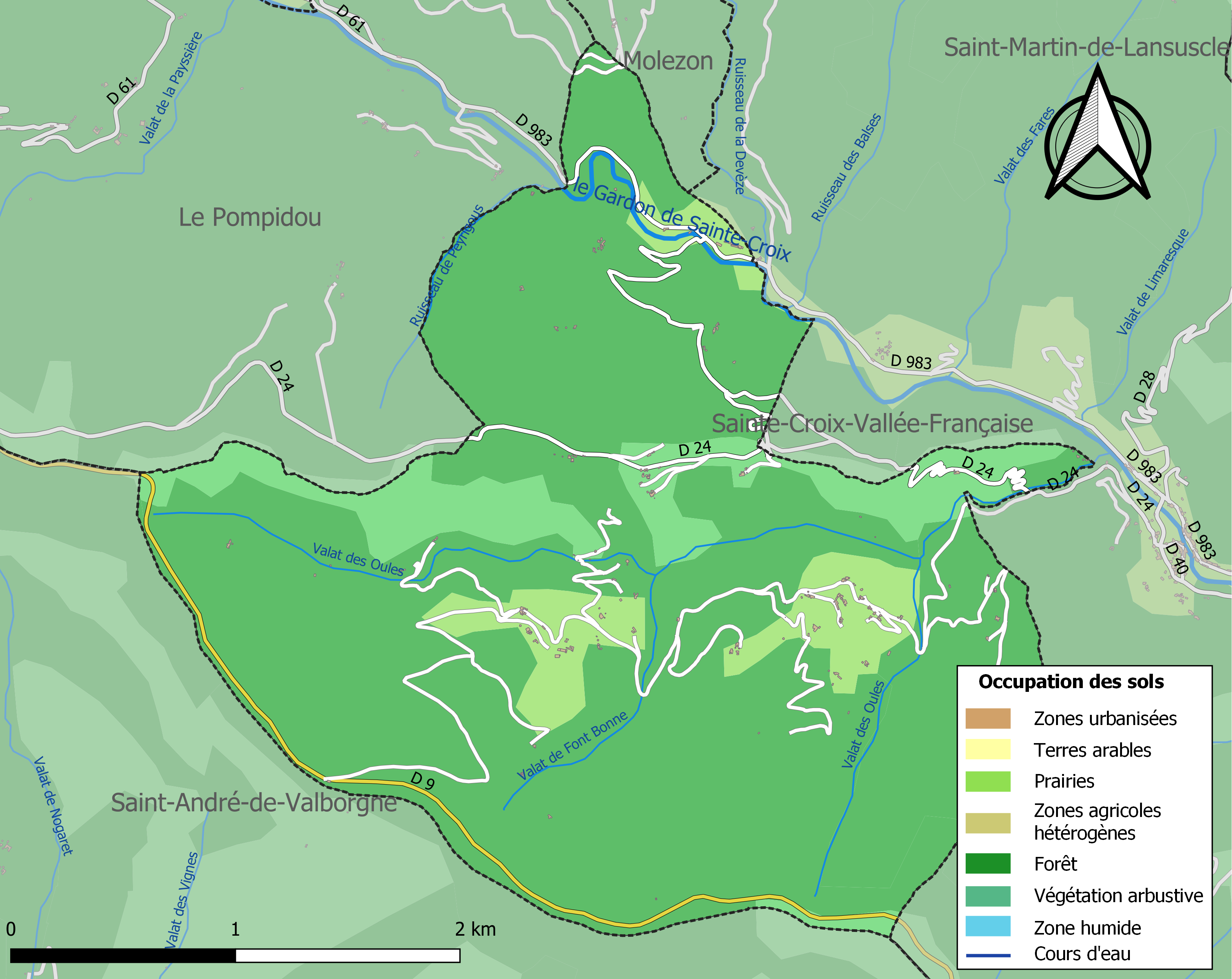
Carte des infrastructures et de l'occupation des sols de la commune en 2018 (CLC).

### Risques majeurs
Le territoire de la commune de Gabriac est vulnérable à différents aléas naturels : météorologiques (tempête, orage, neige, grand froid, canicule ou sécheresse), feux de forêts, mouvements de terrains et séisme (sismicité faible). Un site publié par le BRGM permet d'évaluer simplement et rapidement les risques d'un bien localisé soit par son adresse soit par le numéro de sa parcelle.
Gabriac est exposée au risque de feu de forêt. Un plan départemental de protection des forêts contre les incendies (PDPFCI) a été approuvé en décembre 2014 pour la période 2014-2023. Les mesures individuelles de prévention contre les incendies sont précisées par divers arrêtés préfectoraux et s’appliquent dans les zones exposées aux incendies de forêt et à moins de 200 mètres de celles-ci. L’arrêté du 23 mars 2018, complété par un arrêté de 2020, réglemente l'emploi du feu en interdisant notamment d’apporter du feu, de fumer et de jeter des mégots de cigarette dans les espaces sensibles et sur les voies qui les traversent sous peine de sanctions. L'arrêté du 23 août 2021, abrogeant un arrêté de 2002, rend le débroussaillement obligatoire, incombant au propriétaire ou ayant droit,,.

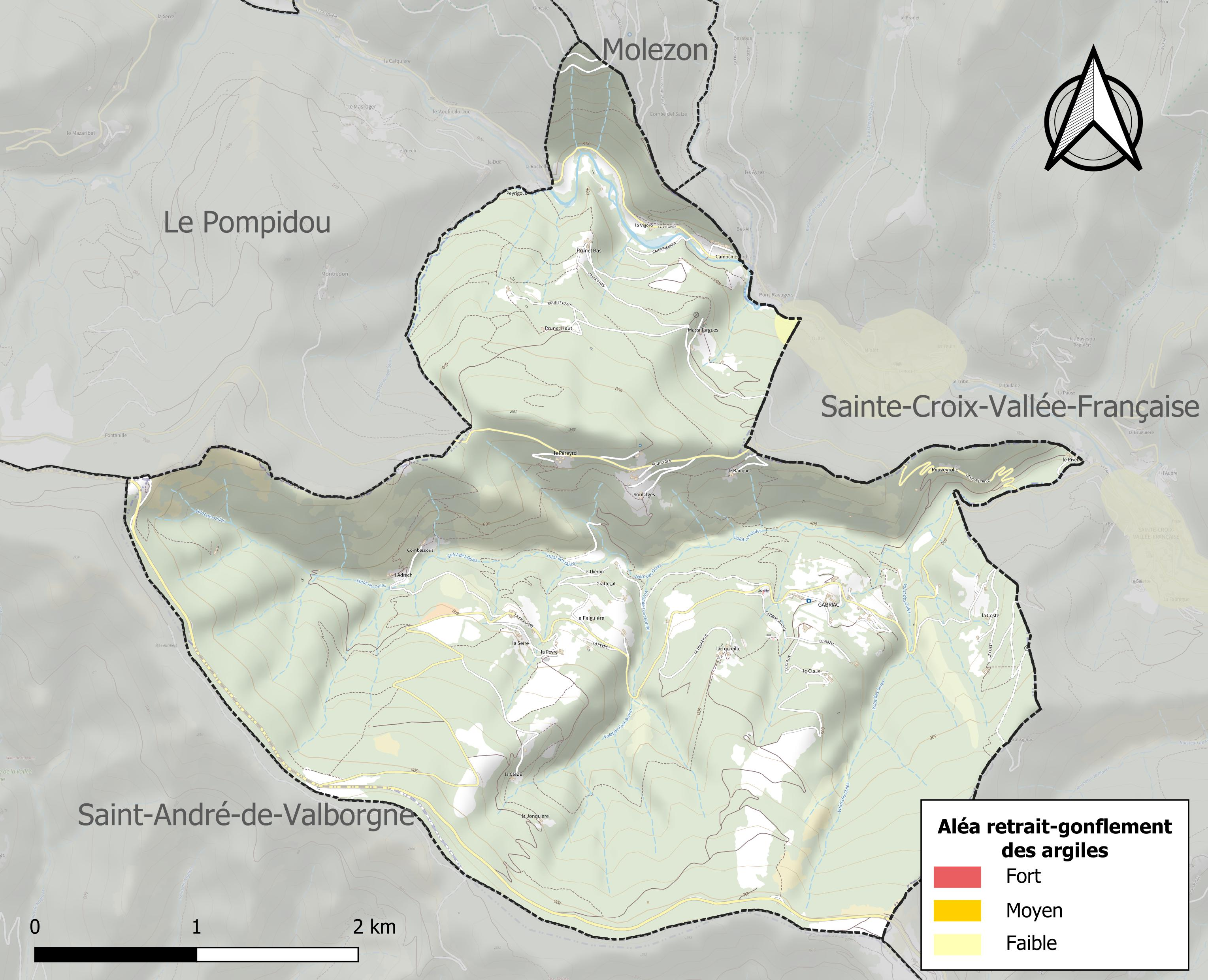
Carte des zones d'aléa retrait-gonflement des sols argileux de Gabriac.

Les mouvements de terrains susceptibles de se produire sur la commune sont des éboulements, chutes de pierres et de blocs et des glissements de terrain.
Le retrait-gonflement des sols argileux est susceptible d'engendrer des dommages importants aux bâtiments en cas d’alternance de périodes de sécheresse et de pluie. Aucune partie du territoire de la commune n'est en aléa moyen ou fort (15,8 % au niveau départemental et 48,5 % au niveau national). Sur les 85 bâtiments dénombrés sur la commune en 2019,  aucun n'est en aléa moyen ou fort, à comparer aux 14 % au niveau départemental et 54 % au niveau national. Une cartographie de l'exposition du territoire national au retrait gonflement des sols argileux est disponible sur le site du BRGM,.
Par ailleurs, afin de mieux appréhender le risque d’affaissement de terrain, l'inventaire national des cavités souterraines permet de localiser celles situées sur la commune.
La commune a été reconnue en état de catastrophe naturelle au titre des dommages causés par les inondations et coulées de boue survenues en 1982, 1994, 2003, 2014 et 2020. 

## Toponymie
D'un anthroponyme gallo-romain, Gabros/Gabrius, du gaulois gabros (bouc) avec le suffixe -iacum, indiquant la propriété.

## Histoire
Ancienne seigneurie de la Maison de Gabriac alliée à toutes les importantes familles des environs.
Ce village, en grande partie protestant, est dépendant pour le spirituel de la paroisse de Sainte-Croix-Vallée-Française.
Autrefois, il abrita un prieuré-cure dépendant de l'évêque de Mende.

## Politique et administration

### Découpage territorial
La commune de Gabriac est membre de la communauté de communes des Cévennes au Mont Lozère, un établissement public de coopération intercommunale (EPCI) à fiscalité propre créé le 30 novembre 2016 dont le siège est à Le Collet-de-Dèze. Ce dernier est par ailleurs membre d'autres groupements intercommunaux.
Sur le plan administratif, elle est rattachée à l'arrondissement de Florac, à la circonscription administrative de l'État de la Lozère et à la région Occitanie.
Sur le plan électoral, elle dépend du canton du Collet-de-Dèze pour l'élection des conseillers départementaux, depuis le redécoupage cantonal de 2014 entré en vigueur en 2015, et de la circonscription de la Lozère pour les élections législatives, depuis le dernier découpage électoral de 2010.

### Liste des maires
| Période                                  | Période  | Identité        | Étiquette | Qualité |
| ---------------------------------------- | -------- | --------------- | --------- | ------- |
| avant 1981                               | ?        | Maurice Crignon |           |         |
| 2001                                     | En cours | Jean-Max André  | DVG       |         |
| Les données manquantes sont à compléter. |          |                 |           |         |

## Population et société

### Démographie
L'évolution du nombre d'habitants est connue à travers les recensements de la population effectués dans la commune depuis 1793. Pour les communes de moins de 10 000 habitants, une enquête de recensement portant sur toute la population est réalisée tous les cinq ans, les populations de référence des années intermédiaires étant quant à elles estimées par interpolation ou extrapolation. Pour la commune, le premier recensement exhaustif entrant dans le cadre du nouveau dispositif a été réalisé en 2005.

En 2022, la commune comptait 102 habitants, en évolution de +3,03 % par rapport à 2016 (Lozère : +0,11 %, France hors Mayotte : +2,11 %).
| 1793 | 1800 | 1806 | 1821 | 1831 | 1836 | 1841 | 1846 | 1851 |
| ---- | ---- | ---- | ---- | ---- | ---- | ---- | ---- | ---- |
| 353  | 309  | 404  | 402  | 436  | 395  | 410  | 390  | 389  |

| 1856 | 1861 | 1866 | 1872 | 1876 | 1881 | 1886 | 1891 | 1896 |
| ---- | ---- | ---- | ---- | ---- | ---- | ---- | ---- | ---- |
| 358  | 326  | 306  | 296  | 307  | 308  | 244  | 237  | 240  |

| 1901 | 1906 | 1911 | 1921 | 1926 | 1931 | 1936 | 1946 | 1954 |
| ---- | ---- | ---- | ---- | ---- | ---- | ---- | ---- | ---- |
| 227  | 212  | 201  | 176  | 165  | 164  | 147  | 142  | 118  |

| 1962 | 1968 | 1975 | 1982 | 1990 | 1999 | 2005 | 2006 | 2010 |
| ---- | ---- | ---- | ---- | ---- | ---- | ---- | ---- | ---- |
| 120  | 107  | 102  | 107  | 102  | 97   | 106  | 106  | 109  |

| 2015 | 2020 | 2022 | - | - | - | - | - | - |
| ---- | ---- | ---- | - | - | - | - | - | - |
| 99   | 100  | 102  | - | - | - | - | - | - |

## Économie

### Emploi
|                | 2008  | 2013  | 2018  |
| -------------- | ----- | ----- | ----- |
| Commune        | 3,1 % | 5,5 % | 13 %  |
| Département    | 5 %   | 6,4 % | 7,1 % |
| France entière | 8,3 % | 10 %  | 10 %  |

En 2018, la population âgée de 15 à 64 ans s'élève à 46 personnes, parmi lesquelles on compte 78,3 % d'actifs (65,2 % ayant un emploi et 13 % de chômeurs) et 21,7 % d'inactifs,. En  2018, le taux de chômage communal (au sens du recensement) des 15-64 ans est supérieur à celui du département et de la France, alors qu'en 2008 la situation était inverse.
La commune est hors attraction des villes,. Elle compte 22 emplois en 2018, contre 29 en 2013 et 20 en 2008. Le nombre d'actifs ayant un emploi résidant dans la commune est de 31, soit un indicateur de concentration d'emploi de 71,2 % et un taux d'activité parmi les 15 ans ou plus de 40,7 %.
Sur ces 31 actifs de 15 ans ou plus ayant un emploi, 17 travaillent dans la commune, soit 55 % des habitants. Pour se rendre au travail, 71 % des habitants utilisent un véhicule personnel ou de fonction à quatre roues, 3,2 % les transports en commun, 3,2 % s'y rendent en deux-roues, à vélo ou à pied et 22,6 % n'ont pas besoin de transport (travail au domicile).

## Culture locale et patrimoine

### Lieux et monuments
- Ruines d'un ancien château.
- Église du XIXe siècle.
- Temple protestant de Gabriac.
- Chapelle de la Toureille.

### Personnalités liées à la commune

#### Autres
- En 1977, l'anthropologue Pierre Clastres perdait la vie dans un accident de voiture sur la commune de Gabriac.
- C'est aussi sur le territoire de cette commune que la jeune actrice Pauline Lafont a trouvé la mort le 11 août 1988, victime d'une chute accidentelle au cours d'une randonnée solitaire. Le 21 novembre 1988, un agriculteur des environs découvrait son corps par hasard au pied d'un à-pic rocailleux, au lieu-dit l'Adrech.